# Uraraneida
Uraraneida é uma ordem de aracnídeos extintos relacionados às aranhas modernas. Assim como as aranhas, os membros de Uraraneida produziam seda, mas há uma falta das características fieiras das aranhas modernas bem como a presença de télson.[carece de fontes?]